# I. e. 80
Évszázadok: i. e. 2. század – i. e. 1. század – 1. század
Évtizedek: i. e. 130-as évek – i. e. 120-as évek – i. e. 110-es évek – i. e. 100-as évek – i. e. 90-es évek – i. e. 80-as évek – i. e. 70-es évek – i. e. 60-as évek – i. e. 50-es évek – i. e. 40-es évek – i. e. 30-as évek
Évek: i. e. 85 – i. e. 84 – i. e. 83 – i. e. 82 –  i. e. 81 – i. e. 80 – i. e. 79 –  i. e. 78 – i. e. 77 – i. e. 76 – i. e. 75

## Események

### Róma
- Lucius Cornelius Sullát (másodszor) és Quintus Caecilius Metellus Piust választják consulnak.
- Sulla felszámolja az etruszk városok maradék ellenállást a polgárháború után és elfoglalja Volterrát. Korlátozza az etruszkok római polgárjogát és elkobozza a renitens városok földjeinek egy részét, hogy oda veteránjait telepítse.
- Quintus Sertorius hajóival megfutamítja Aurelius Cotta flottáját, majd kis seregével partra száll Hispaniában és a Baetis folyónál legyőzi Lucius Fufidius erőit.
- A szamnisz Pompeiiben római coloniát alapítanak.
- Cicero védőbeszédének hatására a bíróság felmenti Sextus Rosciust az apagyilkosság vádja alól.

### Egyiptom
- Apja halála után III. Bereniké néhány hónapig egyedül uralkodik, de ezután Rómából hazatér unokatestvére, XI. Ptolemaiosz. Feltehetően Róma nyomására Bereniké férjhez megy hozzá, ő azonban 19 nappal az esküvő után meggyilkoltatja feleségét.
- Másfél hónappal később Alexandria népe fellázad Ptolemaiosz ellen és meglincselik. Egyiptom trónját IX. Ptolemaiosz törvénytelen fia, XII. Ptolemaiosz foglalja el. Szintén Ptolemaiosz nevű öccse a Ciprus királya címet veszi fel.

### Pártus Birodalom
- Meghal I. Gotarzész pártus király. Utóda fia, I. Orodész.

## Halálozások
- III. Bereniké egyiptomi királynő
- XI. Ptolemaiosz II. Alexandrosz, egyiptomi fáraó
- I. Gotarzész, pártus király
- Caecilia Metella, Sulla felesége